# Laudabiliter
In 1155 vaardigde paus Adrianus IV de pauselijke bul Laudabiliter uit waarin hij koning Hendrik II van Engeland heerschappij over Ierland schonk.

## Authenticiteit
Hoewel de bul genoemd wordt door de twaalfde-eeuwse geschiedkundigen Johannes van Salisbury en Geraldus Cambrensis, werd de authenticiteit van de tekst het onderwerp van een academische discussie in de 19e eeuw. Het originele document bestaat niet meer. Toen kardinaal Caesar Baronius de bul publiceerde als ex codice Vaticano, was de codex in kwestie een vertaling van de kroniek van Matthew Paris. Ernest Henderson merkte in 1896 op dat de bul "in vorm en woordkeuze afwijkt van andere pauselijke bullen uit die tijd".
De woordkeuze van de kopie van de bul versterkt een pauselijke claim op zowel Ierland als Engeland: "Het lijdt geen twijfel, zoals uwe hoogheid ook erkent, dat Ierland en alle andere eilanden die verlicht worden door Christus de Zon van Rechtvaardigheid, en die de doctrines van het Christelijke geloof ontvangen hebben, toebehoren aan de jurisdictie van St. Petrus en de Heilige Roomse Kerk."

## Gevolgen
In 1171 viel Hendrik II van Engeland Ierland binnen en gebruikte daarbij de bul om soevereiniteit over het eiland te verkrijgen. Hij dwong de Cambro-Normandische krijgsheren en enkele van de hoge koningen van Ierland om hem als hun heer en meester te accepteren. Adrianus' opvolger, paus Alexander III, bevestigde de gift van Ierland aan Hendrik II in 1172 en tijdens de Synode van Cashel op 2 februari 1172 accepteerden de Ierse bisschoppen de bul.
Hendrik II schonk zijn Ierse territorium uiteindelijk aan zijn jongste zoon Jan die daarbij de titel Dominus Hiberniae ("heer van Ierland") kreeg. Toen Jan onverwacht zijn broer Richard I Leeuwenhart opvolgde als koning Jan zonder Land, kwam Ierland direct onder de Engelse kroon te vallen. De heerlijkheid Ierland bleef bestaan tot 1541, toen Hendrik VIII de titel koning van Ierland aannam en Ierland het Koninkrijk Ierland werd, een staat in personele unie met Engeland.